# Srednje (Republika Serbska)
Srednje (cyr. Средње) – wieś w Bośni i Hercegowinie, w Republice Serbskiej, w mieście Sarajewo Wschodnie, w gminie Pale. W 2013 roku liczyła 3 mieszkańców.